# 299 هـ
299 هـ هي سنة في التقويم الهجري امتدت مقابلةً في التقويم الميلادي بين سنتي 911 و912.

## وفيات
- أبو الحسن بن كيسان
- أبو عبد الله المغربي
- علي بن سعيد الرازي
- ممشاذ الدينوري
- أبو العباس أحمد المعتمد على الله